# Pou dels Horts de Sant Serni
El Pou dels Horts és un pou del nucli de Sant Serni, del municipi de Torà, a la comarca del Solsonès, inclòs a l'Inventari del Patrimoni Arquitectònic de Catalunya.

## Descripció
Pou d'època emmarcada entre els segles XVIII - XIX. S'hi accedeix baixant 16 graons. El pou pròpiament dit té forma de cacau de molí hidràulic i es troba obrat, de la mateixa manera que en el cas del cacau d'un molí, a base de carreus força grans, ben tallats i picats, i disposats a filades. És, també, de planta circular amb obertura per un sector i té l'amplada idèntica a la de les escales que hi moren.